# Радковецька сільська рада
Радкове́цька сільська́ ра́да — адміністративно-територіальна одиниця та орган місцевого самоврядування у Старокостянтинівському районі Хмельницької області. Адміністративний центр — село Радківці.

## Загальні відомості
Радковецька сільська рада утворена в 1929 році.
- Територія ради: 21,873 км²
- Населення ради: 988 осіб (станом на 2001 рік)

## Населені пункти
Сільській раді підпорядковані населені пункти:
- с. Радківці
- с. Демківці
- с. Хутори
- с. Жабче

## Склад ради
Рада складається з 12 депутатів та голови.
- Голова ради: Побережняк Микола Іванович
- Секретар ради: Романюк Олександр Дмитрович

### Керівний склад попередніх скликань
| Прізвище, ім'я, по батькові | Основні відомості                                                                       | Дата обрання | Дата звільнення |
| --------------------------- | --------------------------------------------------------------------------------------- | ------------ | --------------- |
| Побережняк Микола Іванович  | Сільський голова, 1961 року народження, освіта вища, член Соціалістичної партії України | 26.03.2006   | 31.10.2010      |
| Побережняк Микола Іванович  | Сільський голова, 1961 року народження, освіта вища                                     | 31.10.2010   |                 |

Примітка: таблиця складена за даними сайту Верховної Ради України

### Депутати
За результатами місцевих виборів 2010 року депутатами ради стали:

#### За суб'єктами висування
| Суб'єкт висування           | Кількість обраних депутатів | %    |
| --------------------------- | --------------------------- | ---- |
| Самовисування               | 8                           | 66,7 |
| Комуністична партія України | 2                           | 16,7 |
| Партія регіонів             | 2                           | 16,7 |

#### За округами
| № округу                    | Прізвище, ім'я, по батькові | Дата визнання обраним | Освіта             | Партійна приналежність | Відомості про обраного депутата                      |
| --------------------------- | --------------------------- | --------------------- | ------------------ | ---------------------- | ---------------------------------------------------- |
| Комуністична партія України |                             |                       |                    |                        |                                                      |
| 9                           | Асавалюк Сергій Миколайович | 05.11.2010            | середня спеціальна | позапартійний          | с. Радківці, приватний підприємець                   |
| 12                          | Побережняк Любов Євгенівна  | 05.11.2010            | середня спеціальна | позапартійна           | пенсіонер                                            |
| Партія регіонів             |                             |                       |                    |                        |                                                      |
| 4                           | Костюк Анатолій Васильович  | 05.11.2010            | середня спеціальна | позапартійний          | Старокостянтинівський ДПХОСЛАП, директор             |
| 8                           | Петрук Леонід Леонідович    | 05.11.2010            | середня спеціальна | член Партії регіонів   | ПП «Ліс дерево продукт», робітник                    |
| Самовисування               |                             |                       |                    |                        |                                                      |
| 1                           | Ліщук Дмитро Михайлович     | 05.11.2010            | середня спеціальна | позапартійний          | ФГ «ЛДМ», фермер                                     |
| 2                           | Яцюк Леся Петрівна          | 05.11.2010            | вища               | позапартійна           | Радковецька сільська, соціально педагог              |
| 3                           | Романюк Олександр Дмитрович | 05.11.2010            | вища               | позапартійний          | Радковецька загальноосвітня школа, вчитель           |
| 5                           | Грозян Наталія Тихонівна    | 05.11.2010            | середня спеціальна | позапартійна           | Жабче фельдшерсько-акушерський пункт, завідувачка    |
| 6                           | Шевчук Володимир Іванович   | 05.11.2010            | середня спеціальна | позапартійний          | м. Старокостянтинів, землевпорядник                  |
| 7                           | Петрук Людмила Андріївна    | 05.11.2010            | вища               | позапартійна           | Радківці фельдшерсько-акушерський пункт, завідувачка |
| 10                          | Жомір Сергій Петрович       | 05.11.2010            | середня спеціальна | позапартійний          | с. Радківці, приватний підприємець                   |
| 11                          | Рачок Ніла Іванівна         | 05.11.2010            | вища               | позапартійна           | Радковецька сільська рада, секретар                  |